# Pilotwings 64
Pilotwings 64 (パイロットウイングス64, Pairottouingusu Rokujūyon) é um jogo eletrônico de simulação de voo co-desenvolvido pela Nintendo Entertainment Analysis & Development, Nintendo Research & Development 3 e Paradigm Simulation e publicado pela Nintendo. É o segundo título da série Pilotwings e foi lançado exclusivamente para o Nintendo 64 em junho de 1996 no Japão e em setembro na América do Norte, como um de seus títulos de lançamento do console.

## Jogabilidade
Em Pilotwings 64 o jogador deve completar várias missões distintas usando diferentes veículos voadores. Alguns objetivos são destruir alvos usando um girocóptero dotado de mísseis, ou voar por dentro de anéis que flutuam usando um jetpack (mochila dotada de propulsores), ou tirar fotos de uma chaminé enquanto se voa numa asa delta etc. Para cada missão, pontos são ganhos conforme o tempo gasto, uso de combustível, danos no equipamento usado, precisão, pouco e outros critérios similares.

## Lançamento e recepção
Pilotwings 64 foi lançado no Japão em 23 de junho de 1996 como um dos títulos de lançamento do Nintendo 64, os outros dois sendo Super Mario 64 e Saikyō Habu Shōgi.